# جاروسلافاس ياكستو
جاروسلافاس ياكستو (مواليد 7 أغسطس 1980) هو ملاكم لتواني، مثّل بلاده في الألعاب الأولمبية الصيفية في دورتي 2004 و2008.

## روابط خارجية
جاروسلافاس ياكستو على موقع أوليمبيديا (الإنجليزية)
- جاروسلافاس ياكستو على موقع اللجنة الأولمبية الليتوانية (الليتوانية)